# Conducătorul suprem al Rusiei
Conducătorul suprem al Rusiei (în rusă Верховный правитель России, transliterat: Verhovnîi pravitel Rossii), denumit și liderul suprem al Rusiei, a fost șeful statului și comandantul suprem al Statului Rus, un guvern antibolșevic aflat sub o dictatură militară instituită de Mișcarea Albă în timpul Războiului Civil Rus. Timp de aproape doi ani, din noiembrie 1918 până în aprilie 1920, armatele Mișcării Albe au fost nominal unite sub administrația Statului Rus, perioadă în care acesta a pretins că este singurul guvern legal al Rusiei. Singurul deținător al funcției pentru cea mai mare parte a existenței acesteia și unicul care a adoptat oficial titlurile și atribuțiile de conducător suprem a fost amiralul Alexandr Kolceak, ales în această poziție de către Consiliul de Miniștri al Întregii Rusii în urma loviturii de stat din 18 noiembrie 1918, care a răsturnat Directoratul.
În mai 1919, generalii Anton Denikin, Evgheni Miller și Nikolai Iudenici s-au supus voluntar lui Alexandr Kolceak și i-au recunoscut oficial comanda supremă asupra tuturor armatelor din Rusia. În același timp, Comandantul Suprem a confirmat prerogativele comandanților.
Aproape doi ani, Aleksandr Kolceak a fost sprijinit atât diplomatic, cât și militar de foștii aliați din Primul Război Mondial.
La 4 ianuarie 1920, Kolceak și-a anunțat demisia, transferând funcția de conducător suprem generalului Anton Denikin. Acesta a fost ultimul conducător suprem în exercițiu al Statului Rus, deși nu a acceptat nici titlurile, nici atribuțiile funcției, care a fost declarată definitiv desființată la 4 aprilie 1920.

## Moștenire
Vladimir Jirinovski, liderul Partidului Liberal Democrat din Rusia și un candidat perpetuu la președinția Rusiei, a propus în mai multe rânduri redenumirea funcției de „președinte al Federației Ruse” în „conducător suprem al Rusiei”, respingând utilizarea cuvântului de împrumut străin Президент („Prezident”) ca fiind „nerus”.